# Александар Липковски
Александар T. Липковски (Истанбул, 31. март 1955) српски је математичар, редовни професор Математичког факултета Универзитета у Београду.

## Биографија
Рођен је 1955. у Истанбулу, Турска. Основно и средње образовање стекао је у Москви, Прагу и Београду. Студије математике започео је 1971. на Московском државном универзитету и наставио 1972. на ПМФ-у у Београду, где је и дипломирао 1975. са средњом оценом 9,90. Магистарски рад је одбранио 1978, докторску дисертацију 1985. на ПМФ-у у Београду, под руководством Ђ. Курепе и В. Перића.
Од 1978. Липковски ради као асистент-истраживач на Ваздухопловнотехничком институту у Београду, а од 1979. као асистент-приправник на Одсеку за математику, механику и астрономију ПМФ-у у Београду за предмете Нумеричка анализа I и II. Унапређен је 1980. у звање асистента за предмете Линеарна алгебра и аналитичка геометрија и Нумеричка анализа I. У звање доцента за предмете Линеарна алгебра и аналитичка геометрија и Линеарна алгебра II (изборни предмет) изабран је 1986. Године 1995. др Липковски је изабран за ванредног професора за предмет Линеарна алгебра, а у звање редовног професора изабран је 2004. године.
Професор Липковски је више пута био на усавршавању и студијским боравцима у иностранству: на Московском државном универзитету (1981. и 1993/94), Универзитету у Бону (1986. и 1989), Макс Планк институту за математику у Бону (1986. и 1990), Универзитету у Тибингену (1991), Међународном центру за теоријску физику у Трсту (1991), Математичком институту Руске академије наука (1993/94). Објавио је 15 научних и више стручних радова, као и универзитетски уџбеник Линеарна алгебра и аналитичка геометрија. Учествовао је на 18 научних скупова у земљи и 11 у иностранству.
Као последипломац а затим асистент, Липковски је држао вежбе из предмета Математика I (за студенте механике и метеорологије), Математика (за студенте Општенародне одбране), Нумеричка анализа I и II, Нумерички практикум II и IV, Математика (за студенте хемије), Математичка логика и теорија скупова, Линеарна алгебра и аналитичка геометрија, Алгебра I, Линеарна алгебра, Аналитичка геометрија. Од избора за наставника, предавао је предмете Линеарна алгебра, Аналитичка геометрија и Алгебра I. Предавао је и више специјалних курсева за студенте IV године и последипломце: Равне алгебарске криве, Алгебарска геометрија, Торусни варијетети и друге. Један је од оснивача и руководилаца научног семинара ГТА (Геометрија, Топологија, Алгебра) на Математичком факултету од 1988. до данас.
Био је секретар Института за математику МФ и члан Савета МФ више пута. Сарадник је Математичког института САНУ, помоћник управника Одељења за математику (1997—2000) и члан Научног већа тог Института од 1997. Члан је редакције часописа Математички весник од 1993. и њен секретар од 1998. Члан је Америчког математичког друштва од 1989, сарадник реферативног часописа Mathematical Reviews од 1989. као и реферативног часописа Zentralblatt für Mathematik и његове локалне редакције у Београду.
У периоду 2001-2002 био је продекан за финансије, а у периоду 2002-2004 био је декан Математичког факултета. После тога је био проректор Универзитета у Београду од 1. октобра 2004. до 18. децембра 2006. Био је помоћник министра просвете за високо образовање 2007-2008 и члан Националног просветног савета 2005-2009.
Изабран је 2021. за председника Математичког друштва Југоисточне Европе.
Ожењен је, отац две ћерке.